# Lokale boble
Den lokale boble er et "tomt område" i det interstellare rum i Mælkevejens Orion-arm. Området er mindst 300 lysår i tværsnit og har en tæthed af neutral brint, som kun udgør en tiendel i forhold til de 0,5 atomer per kubikcentimeter, som er gennemsnittet for det interstellare rum i Mælkevejen som helhed. Den varme, diffuse gas i den lokale boble udsender røntgenstråler, og den meget sparsomme og varme gas i boblen er resultatet af en supernova, som eksploderede inden for de sidste to til fire millioner år. Den mest sandsynlige kandidat til at være resten af denne supernova er "Geminga" ("Gemini gammastrålekilden"), der er en pulsar i stjernebilledet tvillingerne.
Den lokale boble grænser op til andre bobler med lav stoftæthed i det interstellare rum, herunder især Loop I-boblen. Denne dannedes af en supernova og stjernevinden i Scorpius-Centaurus associationen, omkring 500 lysår fra Solen. Andre bobler, som grænser til den lokale boble er Loop II-boblen og Loop III-boblen. 
Loop I-boblen rummer stjernen Antares, som det fremgår af illustrationen. 
Solsystemet har bevæget sig gennem den region, som nu er omfattet af den lokale boble i de sidste fem til til millioner år. Regionens nuværende placering er i den lokale interstellare sky, som er en mindre region med større stoftæthed inde i boblen. Skyen dannedes, hvor den lokale boble og Loop I-boblen mødtes. Gassen i den interstellare sky har en tæthed på omkring 0,1 atom per kubikcentimeter.
Den lokale boble er ikke kugleformet, men synes at indsnævres i det galaktiske plan, så den bliver lidt ægge- eller ellipseformet. Det er muligt, at den udvider sig opad og nedad og derved har timeglasform.